# Wereldkampioenschappen shorttrack junioren 2018
Het wereldkampioenschappen shorttrack voor junioren 2018 vond van 2 tot en met 4 maart 2018 plaats in Tomaszów Mazowiecki, Polen. Het was de laatste editie waar een individuele allroundtitel op het spel stond.

## Medailles

### Mannen
| Onderdeel         | Goud                                                             | Goud                                                             | Zilver                                                                         | Zilver                                                                         | Brons                                                            | Brons                                                            |
| ----------------- | ---------------------------------------------------------------- | ---------------------------------------------------------------- | ------------------------------------------------------------------------------ | ------------------------------------------------------------------------------ | ---------------------------------------------------------------- | ---------------------------------------------------------------- |
| 500m              | Lee June-seo                                                     | KOR                                                              | Hong Kyung-hwan                                                                | KOR                                                                            | Quentin Fercoq                                                   | FRA                                                              |
| 1000m             | Hong Kyung-hwan                                                  | KOR                                                              | Park Jang-hyuk                                                                 | KOR                                                                            | Lee June-seo                                                     | KOR                                                              |
| 1500m             | Hong Kyung-hwan                                                  | KOR                                                              | Kazuki Yoshinaga                                                               | JPN                                                                            | Park Jang-hyuk                                                   | KOR                                                              |
| 1500m superfinale | Lee June-seo                                                     | KOR                                                              | Park Jang-hyuk                                                                 | KOR                                                                            | Hong Kyung-hwan                                                  | KOR                                                              |
| Allround          | Hong Kyung-hwan                                                  | KOR                                                              | Lee June-seo                                                                   | KOR                                                                            | Park Jang-hyuk                                                   | KOR                                                              |
| 3000m Aflossing   | Japan Ryuta Inoue Katsunori Koike Shuta Matsuzu Kazuki Yoshinaga | Japan Ryuta Inoue Katsunori Koike Shuta Matsuzu Kazuki Yoshinaga | Rusland Konstantin Ivlijev Sergej Milovanov Vladimir Moskvitsev Pavel Sitnikov | Rusland Konstantin Ivlijev Sergej Milovanov Vladimir Moskvitsev Pavel Sitnikov | Nederland Hugo Bosma Jasper Brunsmann Friso Emons Bram Steenaart | Nederland Hugo Bosma Jasper Brunsmann Friso Emons Bram Steenaart |

### Vrouwen
| Onderdeel         | Goud                                                                  | Goud                                                                  | Zilver                                                       | Zilver                                                       | Brons                                                                 | Brons                                                                 |
| ----------------- | --------------------------------------------------------------------- | --------------------------------------------------------------------- | ------------------------------------------------------------ | ------------------------------------------------------------ | --------------------------------------------------------------------- | --------------------------------------------------------------------- |
| 500m              | Maame Biney                                                           | USA                                                                   | Petra Jászapáti                                              | HUN                                                          | Xandra Velzeboer                                                      | NED                                                                   |
| 1000m             | Kim Ji-yoo                                                            | KOR                                                                   | Courtney Lee Sarault                                         | CAN                                                          | Maame Biney                                                           | USA                                                                   |
| 1500m             | Kim Ji-yoo                                                            | KOR                                                                   | Courtney Lee Sarault                                         | CAN                                                          | Han Soo-lim                                                           | KOR                                                                   |
| 1500m superfinale | Courtney Lee Sarault                                                  | CAN                                                                   | Kim Ji-yoo                                                   | KOR                                                          | Petra Jászapáti                                                       | HUN                                                                   |
| Allround          | Kim Ji-yoo                                                            | KOR                                                                   | Courtney Lee Sarault                                         | CAN                                                          | Maame Biney                                                           | USA                                                                   |
| 3000m Aflossing   | Canada Danae Blais Alyson Charles Claudia Gagnon Courtney Lee Sarault | Canada Danae Blais Alyson Charles Claudia Gagnon Courtney Lee Sarault | Japan Sione Kaminaga Aoi Watanabe Rina Yamana Seina Yokoyama | Japan Sione Kaminaga Aoi Watanabe Rina Yamana Seina Yokoyama | Italië Elisa Confortola Gloria Confortola Ilaria Cotza Gloria Ioratti | Italië Elisa Confortola Gloria Confortola Ilaria Cotza Gloria Ioratti |

### Medailleklassement
| Plaats | Land             | Goud | Zilver | Brons | Totaal |
| 1      | Zuid-Korea       | 7    | 3      | 4     | 14     |
| 2      | Canada           | 1    | 3      | 0     | 4      |
| 3      | Japan            | 1    | 2      | 0     | 3      |
| 4      | Verenigde Staten | 1    | 0      | 2     | 3      |
| 5      | Hongarije        | 0    | 1      | 0     | 1      |
| 5      | Rusland          | 0    | 1      | 0     | 1      |
| 7      | Nederland        | 0    | 0      | 2     | 2      |
| 8      | Frankrijk        | 0    | 0      | 1     | 1      |
| 8      | Italië           | 0    | 0      | 1     | 1      |

Wereldkampioenschap shorttrack (individueel)

Champaign 1976 · 
Grenoble 1977 · 
Solihull 1978 · 
Quebec 1979 · 
Milaan 1980 · 
Meudon 1981 · 
Moncton 1982 · 
Tokio 1983 · 
Peterborough 1984 · 
Amsterdam 1985 · 
Chamonix 1986 · 
Montreal 1987 · 
St. Louis 1988 · 
Solihull 1989 · 
Amsterdam 1990 · 
Sydney 1991 · 
Denver 1992 · 
Peking 1993 · 
Guildford 1994 · 
Gjövik 1995 · 
Den Haag 1996 · 
Nagano 1997 · 
Wenen 1998 · 
Sofia 1999 · 
Sheffield 2000 · 
Jeonju 2001 · 
Montreal 2002 · 
Polen 2003 · 
Göteborg 2004 · 
Peking 2005 · 
Minneapolis 2006 · 
Milaan 2007 · 
Gangneung 2008 · 
Wenen 2009 · 
Sofia 2010 · 
Sheffield 2011 · 
Shanghai 2012 · 
Debrecen 2013 · 
Montreal 2014 · 
Moskou 2015 · 
Seoel 2016 · 
Rotterdam 2017 · 
Montreal 2018 ·
Sofia 2019 ·
Seoel 2020 ·
Dordrecht 2021 ·
Montreal 2022 ·
Seoel 2023 ·
Rotterdam 2024 ·
Peking 2025
Wereldkampioenschap shorttrack (teams)

Seoul 1991 · 
Nobeyama 1992 · 
Boedapest 1993 · 
Cambridge 1994 · 
Zoetermeer 1995 · 
Lake Placid 1996 · 
Seoel 1997 · 
Bormio 1998 · 
St. Louis 1999 · 
Den Haag 2000 · 
Nobeyama 2001 · 
Milwaukee 2002 · 
Boedapest 2003 · 
Sint-Petersburg 2004 · 
Chuncheon 2005 · 
Montreal 2006 · 
Boedapest 2007 · 
Harbin 2008 · 
Heerenveen 2009 · 
Bormio 2010 · 
Warschau 2011
Wereldkampioenschappen shorttrack junioren

Seoel 1994 ·
Calgary 1995 ·
Courmayeur 1996 ·
Marquette 1997 ·
Saint Louis 1998 ·
Montreal 1999 ·
Székesfehérvár 2000 ·
Warschau 2001 ·
Chuncheon 2002 ·
Boedapest 2003 ·
Peking 2004 ·
Belgrado 2005 ·
Miercurea Ciuc 2006 ·
Mladá Boleslav 2007 ·
Bozen 2008 ·
Sherbrooke 2009 ·
Taipei 2010 ·
Courmayeur 2011 ·
Melbourne 2012 ·
Warschau 2013 ·
Erzurum 2014 ·
Osaka 2015 ·
Sofia 2016 ·
Innsbruck 2017 ·
Tomaszów Mazowiecki 2018 ·
Montreal 2019 ·
Bormio 2020 ·
Salt Lake City 2021 ·
Gdańsk 2022 ·
Dresden 2023 ·
Gdańsk 2024 ·
Calgary 2025